# Henry Leung
Henry Leung, né le 10 mars 1995 à Hong Kong, est un joueur professionnel de squash représentant Hong Kong. Il atteint en janvier 2025 la 42e place mondiale sur le circuit international, son meilleur classement. Il est champion de Hong Kong en 2024

## Palmarès

### Titres
- Championnats de Hong Kong : 2024

### Finales
- Jeux asiatiques par équipes : 2018